# Ingersoll
Ingersoll ist eine Stadt in der Nähe des Flusses Thames im Südwesten der kanadischen Provinz Ontario. Die Bevölkerungszahl beträgt 12.757 (Stand: 2016).

## Geschichte
Die Stadt im Oxford County wurde von Thomas Ingersoll gegründet. Seine Tochter war Laura Secord und wurde 1813 im Britisch-Amerikanischen Krieg zur kanadischen Nationalheldin.
2011 betrug die Einwohnerzahl 12.146.

## Wirtschaft
Das Gebiet war bekannt für seine Käseproduktion und dafür, die erste Käsefabrik Kanadas zu beheimaten. Heute ist die Stadt ein wichtiger Industriestandort. So siedelten sich große Firmen wie etwa CAMI Automotive (GM-Tochter) hier an.

## Persönlichkeiten
- John Cunningham McLennan (1867–1935), Physiker
- David Manicom, Autor
- Elizabeth Taylor (1916–1977), Leichtathletin